# Grallina cyanoleuca
Gralhina-australiana ou gralina-pega (Grallina cyanoleuca) é uma ave da família Monarchidae. Distribui-se por quase toda a Austrália, Tasmânia, sul da Nova Guiné e algumas ilhas vizinhas.
Ocorre em terrenos abertos, na vizinhança de recursos hídricos, especialmente pastagens.
Estilo de vida gregário, é formado por um núcleo coeso de cerca de 10 aves. Este grupo consiste num casal reprodutor, formado pelo macho dominante e várias fêmeas adulta, e por aves imaturas.
A construção do ninho e alimentação das crias é uma tarefa partilhada por todos, enquanto a incubação é responsabilidade dos adultos. O ninho é feito de fibras vegetais e lama, colado num ramo horizontal.
É uma ave que vive, sobretudo, no solo, deslocando-se frequentemente  dentro de águas pouco profundas, em movimentos como os das tarambolas.
Alimenta-se de insectos e moluscos